# Lyconema barbatum
Lyconema barbatum är en fiskart som beskrevs av Gilbert, 1896. Lyconema barbatum ingår i släktet Lyconema och familjen tånglakefiskar. Inga underarter finns listade i Catalogue of Life.